# Madonna col Bambino e due angeli (Tiziano)
La Madonna col Bambino e due angeli è un affresco (160x350 cm) di Tiziano, databile al 1519 circa e conservato in Palazzo Ducale a Venezia. 

## Storia e descrizione

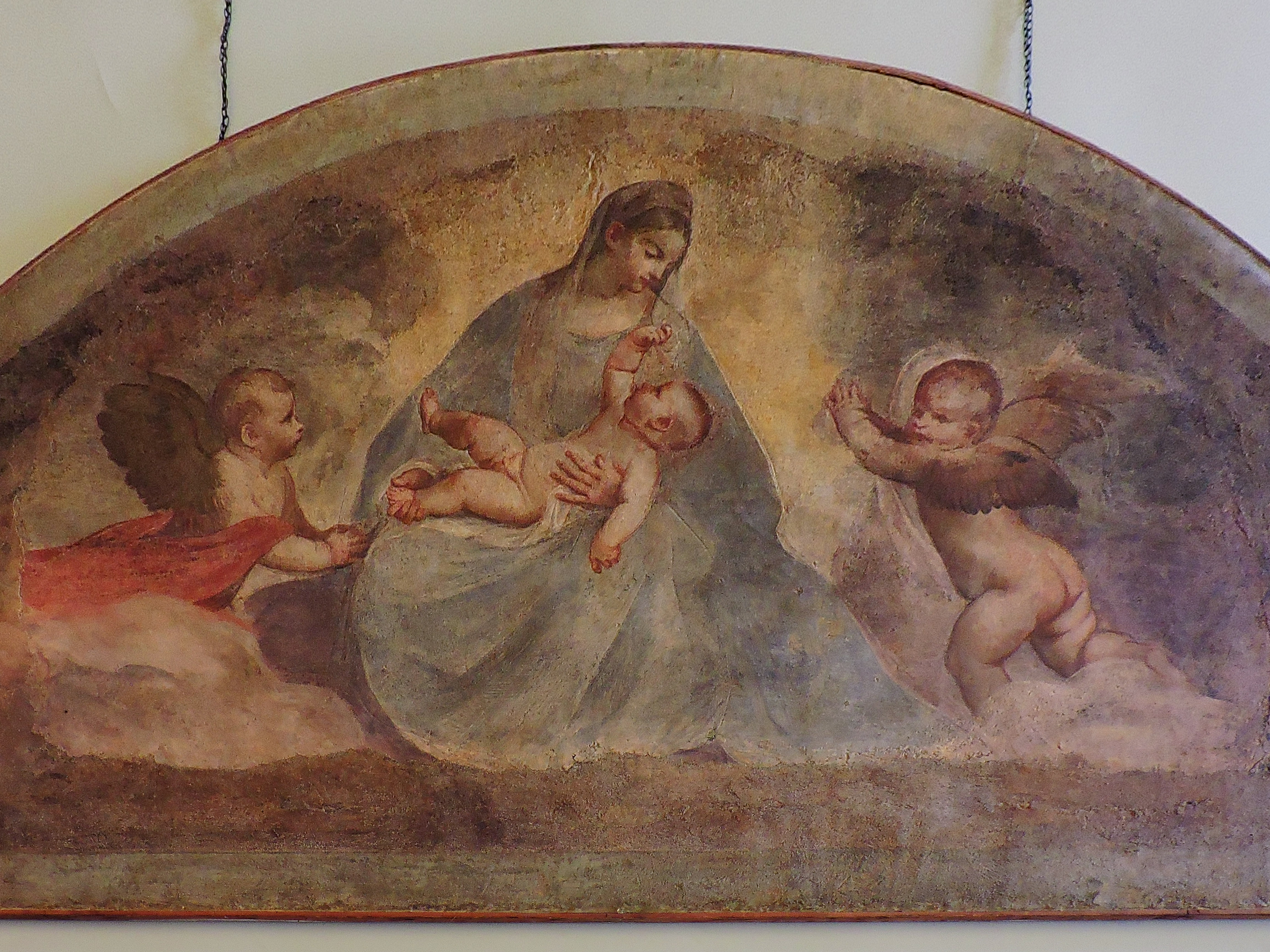
Dettaglio centrale

L'opera, una lunetta, venne vista dal Vasari, dal Ridolfi e dal Boschini, alla base della scala che dal cortiletto dei senatori porta alla loggia del primo piano. La maggior parte della critica la considera opera autografa. 
Danneggiata dal tempo e dall'umidità, come la gran parte degli affreschi in Laguna, mostra la Madonna seduta che tiene il Bambino in grembo, tra due vivaci angioletti, disposti a contrapposto simmetricamente.